# Leisure Suit Larry: In the Land of the Lounge Lizards
Leisure Suit Larry: In the Land of the Lounge Lizards est un jeu vidéo d'aventure de Sierra On-Line sorti en 1987. C'est le premier volet de la série des Leisure Suit Larry. Quelques années plus tard, un remake en pointer-cliquer est sorti avec des graphismes, des sons et une jouabilité plus avancées. Un autre remake est sorti le 27 juin 2013.

## Synopsis
Larry Laffer, ancien informaticien quelque peu ringard âgé d'une quarantaine d'années, décide de partir à l'aventure dans la ville de Lost Wages, afin de perdre sa virginité et peut-être même trouver l'amour.

## Accueil
- Adventure Gamers : 3,55/5[1]

## Parodies et références
- Un lounge lizard (ce qui signifie littéralement "lézard de salon") est un terme anglais qui désigne un homme passant son temps à boire des cocktails dans les bars et qui cherche à séduire des femmes, se croyant irrésistible.
- Le nom de la ville, Lost Wages, signifie "Salaires Perdus" et est une parodie de Las Vegas.
- Si Larry meurt agressé par un loubard dans une ruelle sombre, son cadavre est descendu dans une usine de robots. Parmi ces robots, on peut voir le Roi Graham qui est le personnage principal de la série de jeux d'aventure King's Quest, aussi de la compagnie Sierra. Il y a aussi un dragon-robot, à l'image de celui qui apparaît dans King's Quest: Quest for the Crown.
- Dans le bar Lefty's, il y a une tête de cerf qui vient du jeu d'aventure King's Quest 3.
- On retrouve le devant du club dans le jeu d'aventure Police Quest: In Pursuit of the Death Angel (aussi de Sierra), mais on ne peut pas y entrer.

## Remakes

### Enhanced(1991)
Un remake, nommé Leisure Suit Larry: In the Land of the Lounge Lizards Enhanced, a été fait en 1991 à l'image du cinquième et sixième volet (Larry est ainsi petit avec une grosse tête), avec des graphismes VGA, une jouabilité en pointer-cliquer ainsi qu'une bande sonore plus moderne. Il y a aussi des changements supplémentaires, comme des personnages au look plus travaillé et deux personnages féminins, à l'origine des femmes blanches, deviennent des femmes noires.

### Reloaded(2013)
En 2011, un nouveau « remake » du jeu a été annoncé et supervisé par Al Lowe.
Une campagne Kickstarter pour financer le projet avait été lancé en 2012.
Le projet a été financé avec succès et est sortie le 27 juin 2013 sur plusieurs plates-formes (PC, PlayStation 3, Android, iPad…).